# New Blu Volley
La New Blu Volley è stata una società pallavolistica maschile italiana con sede a Verona.

## Storia
La Pallavolo Verona, al termine della stagione 1997-98, conquista la promozione dalla Serie B1 alla Serie A2, dove esordisce nell'annata successiva, retrocedendo immediatamente. Subisce una nuova retrocessione al termine del campionato 1999-2000 dalla Serie B1 alla Serie B2: tuttavia viene ripescata nella terza divisione del campionato italiano per la stagione 2000-01 ottenendo una nuova promozione in Serie A2. 
All'inizio del campionato 2001-02 la Verona si fonde con l'Isola della Scala mutando la propria denominazione in API Pallavolo Verona: la società viene ufficialmente fondata il 12 giugno 2001, ottenendo il diritto di partecipazione alla Serie A2. Nella sua prima stagione la squadra scaligera arriva al terzo posto, qualificandosi per i play-off promozione, dove però viene sconfitta in finale, in tre gare, dal Perugia. Tuttavia, durante il periodo estivo, a causa della mancata iscrizione del Parma, l'API Verona viene ripescata in Serie A1: il primo campionato nella massima categoria è abbastanza fallimentare e la squadra retrocede, complice il penultimo posto in classifica, in Serie A2.
Nella stagione 2003-04, oltre alla vittoria della Coppa Italia di Serie A2, la formazione veronese vince il campionato, senza perdere neppure una delle trenta partita della regular season, ottenendo la promozione in massima divisione: per tre annate consecutive resta in Serie A1, raggiungendo i quarti di finale play-off scudetto nella stagione 2004-05 e 2005-06, in entrambi i casi eliminata dal Treviso; nel 2006 la società cambia denominazione adottando il nome di BluVolley Verona. L'ultimo posto in classifica al termine della stagione 2006-07 condanna il club ad una nuova retrocessione.
Nell'annata 2007-08, nonostante la seconda vittoria della Coppa Italia di Serie A2, non viene centrato l'obiettivo promozione, a causa della sconfitta nella serie finale play-off ad opera del Volley Forlì: tuttavia viene nuovamente ripescata in Serie A1 per la mancata iscrizione della M. Roma. Nelle stagioni 2009-10 e 2010-11 la BluVolley riesce nuovamente a qualificarsi per i play-off scudetto ma venendo sempre eliminato ai quarti rispettivamente dalla Trentino e dal Piemonte.
Nella stagione 2014-15 dopo il quinto posto in regular season e l'uscita ai quarti di finale nei play-off scudetto, riesce per la prima volta a qualificarsi per una competizione europea, ossia la Challenge Cup 2015-16: riesce a vincere il torneo battendo in finale sia nella gara di andata che in quella di ritorno per 3-2 i russi del Fakel. Nell'estate 2020 la società muta la propria denominazione in NBV, acronimo di New Blu Volley, mentre in quella 2021 cede il titolo sportivo alla neonata società del Verona, cessando qualsiasi tipo di attività.

## Palmarès
- Challenge Cup: 1

2015-16
- Coppa Italia di Serie A2: 2

2003-04, 2007-08

## Denominazioni precedenti
- ?-2001: Pallavolo Verona
- 2001-2006: API Pallavolo Verona
- 2006-2020: BluVolley Verona
- 2020-2021: New Blu Volley